# Lucretia (planetoïde)
(281) Lucretia is een kleine planetoïde. Deze werd in 1888 door de Weense astronoom Johann Palisa ontdekt.
Lucretia, met een doorsnede van 11,0 km en een magnitude van 12,1, werd in 1889 vernoemd naar de tweede voornaam van Caroline Lucretia Herschel.